# Oblakovac
Oblakovac – wieś w Chorwacji, w żupanii pożedzko-slawońskiej, w gminie Brestovac. W 2011 roku liczyła 5 mieszkańców.